# Кургазак
Кургазак (баш. Ҡорғаҙаҡ) — минеральный источник, ручей, вытекающий из отрогов горного хребта Каратау на левобережье реки Юрюзань. Находится в Салаватском районе Башкортостана, в 3 км к югу от курорта «Янгантау», возле села Комсомол. Источник входит в республиканский заказник «Янгантау» (1980). Окрестности источника заняты сосново-осиново-березовыми лесами, входящими в 1-ю санитарную зону курорта «Янгантау».

## Название
По одной версии название происходит от башкирского диалектного ҡор (литературного ҡур) — «закваска», «солод», «сила», «мощь» и древнебашкирского ғаҙаҡ — «речка». По другой версии, ҡор (ҡоро) — «сухая», «пересыхающая» и древнебашкирского ғаҙаҡ — «речка».

## Свойства
Дебит — 100—125 л/с. Источник восходящего типа в виде нескольких мощных грифонов поступает на поверхность земли из глубины 600—800 метров по тектонически ослабленой зоне Юрюзанского разлома и относится к группе гидрокарбонатных магниево-кальциевых вод, основной ионный состав близок к водам типа «Нафтуся», обладает постоянством температуры (16 °C ± 0,5 °C) в любое время года.

## Химический состав
Щелочная реакция — рН 7,3.
Минерализация — 0,6 г/л.
| HCO3- | 84 — 87 |
| Ca2+  | 57 — 60 |
| Mg2+  | 34      |

Вода гидрокарбонатная, магниево-кальциевая, содержит также активную трехвалентную мышьяковистую кислоту (3,9 мг/л).
Целебный эффект воды усиливают биологически активные микроэлементы и органические вещества: битуминозные вещества — 1,5—4,5 мг/л, нафтеновые кислоты — 0,1 мг/л. Содержание радона в воде, взятой непосредственно из источника, — 13,8—17,6 ед. Махе на 1 л.

## Показания по лечебному применению
- болезни желудочно-кишечного тракта[2];
- болезни печени[2];
- болезни почек[2];
- болезни желчных и мочевыводящих путей[2].

## Фотографии

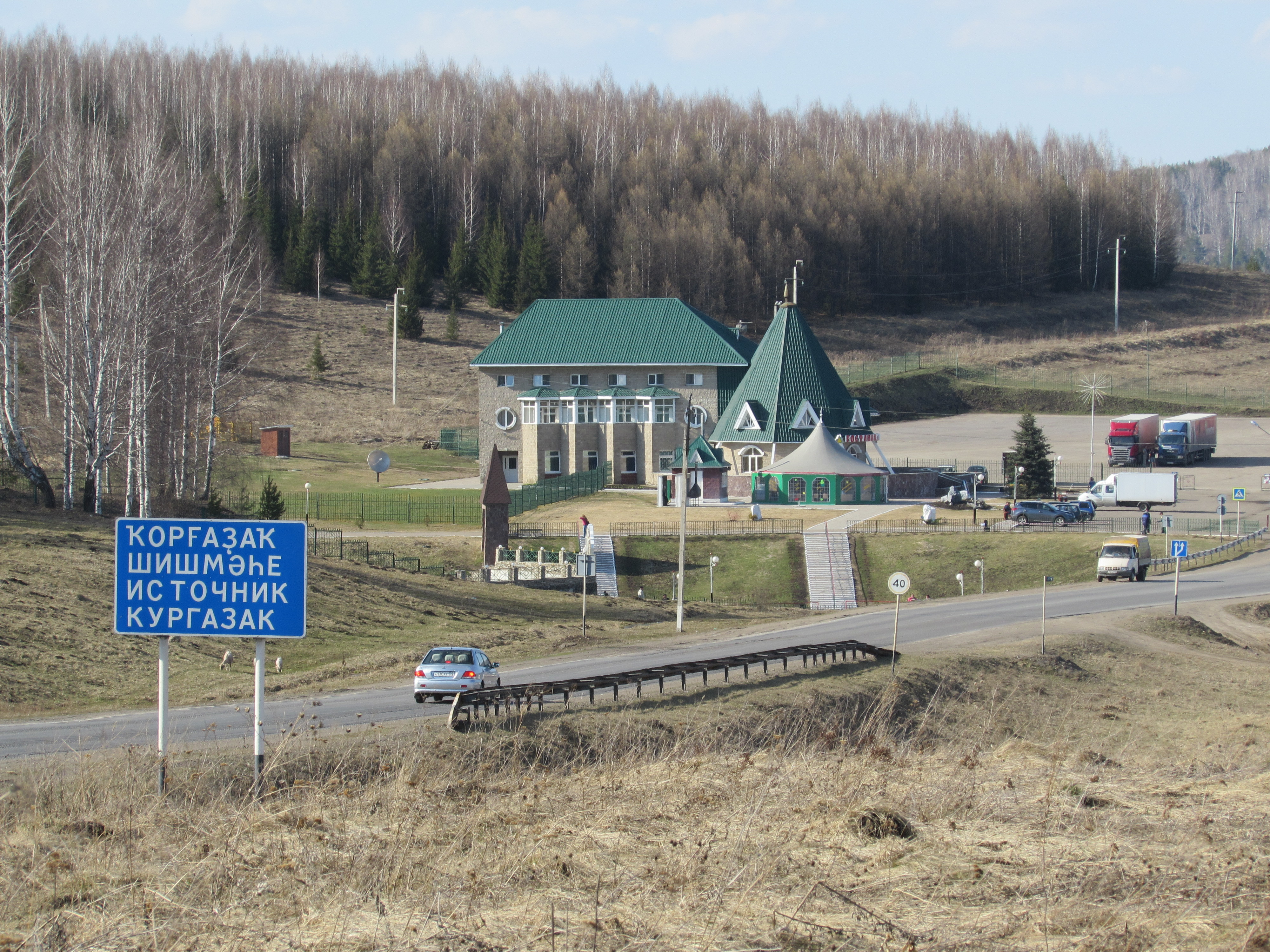
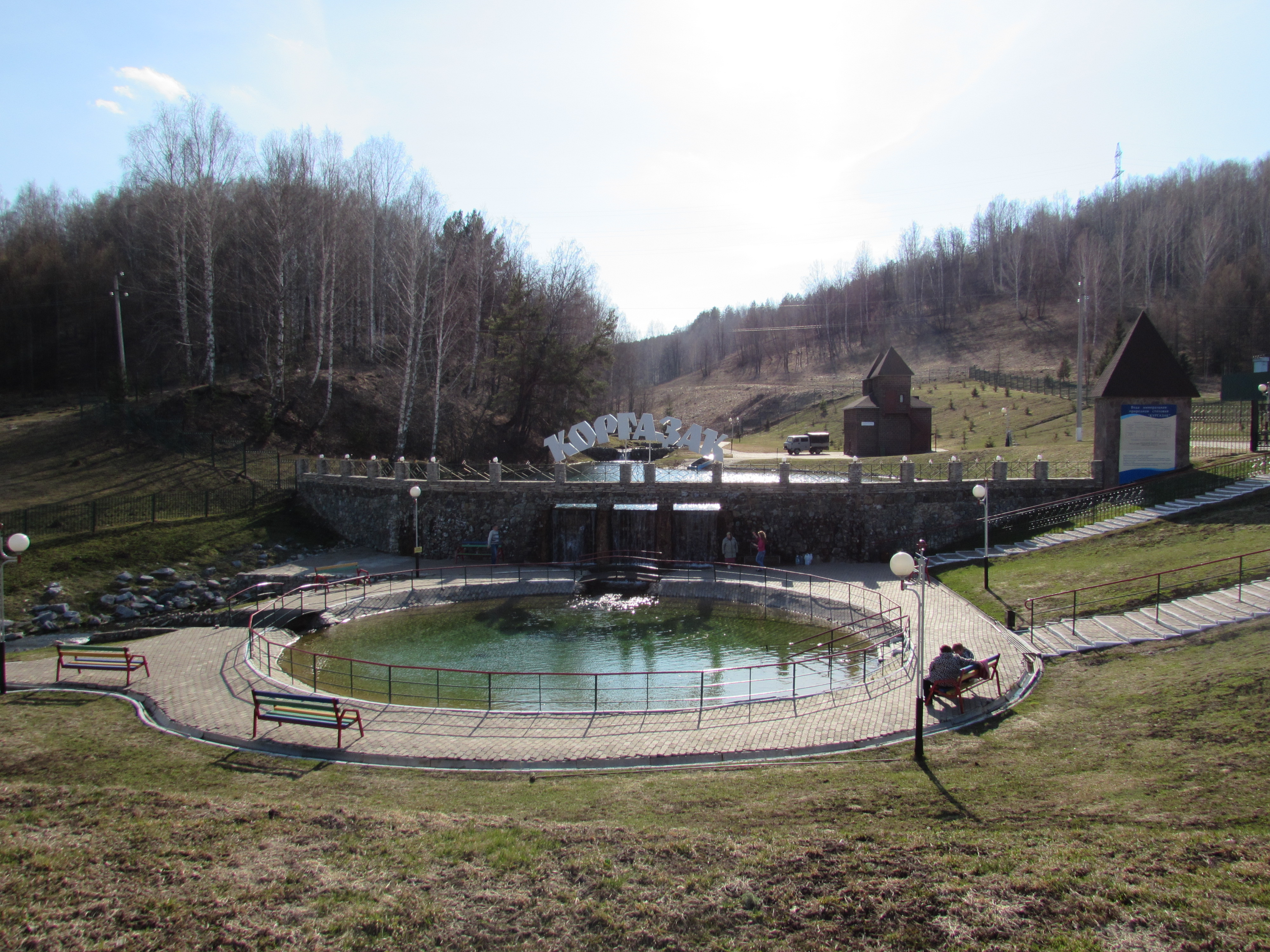
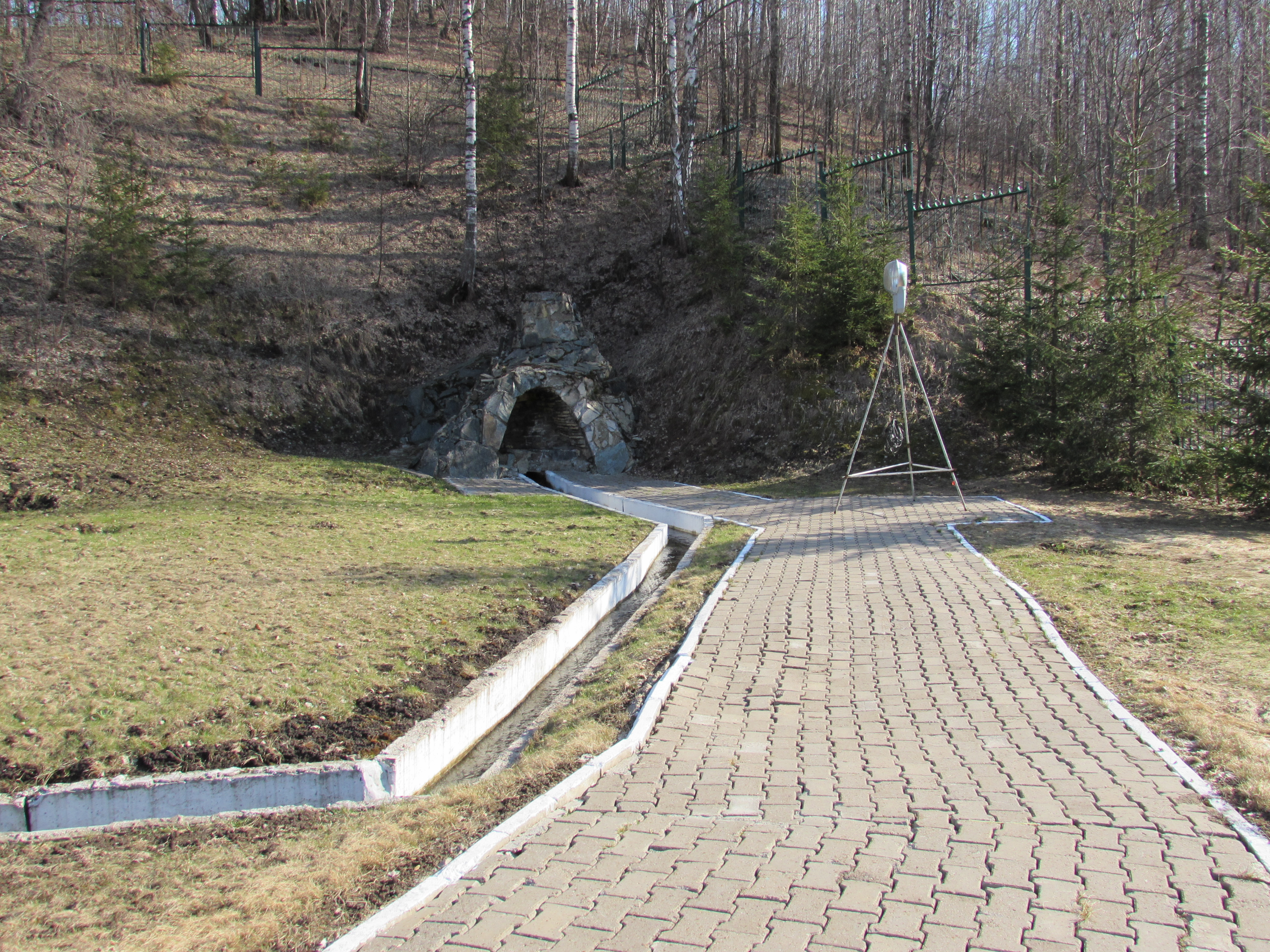
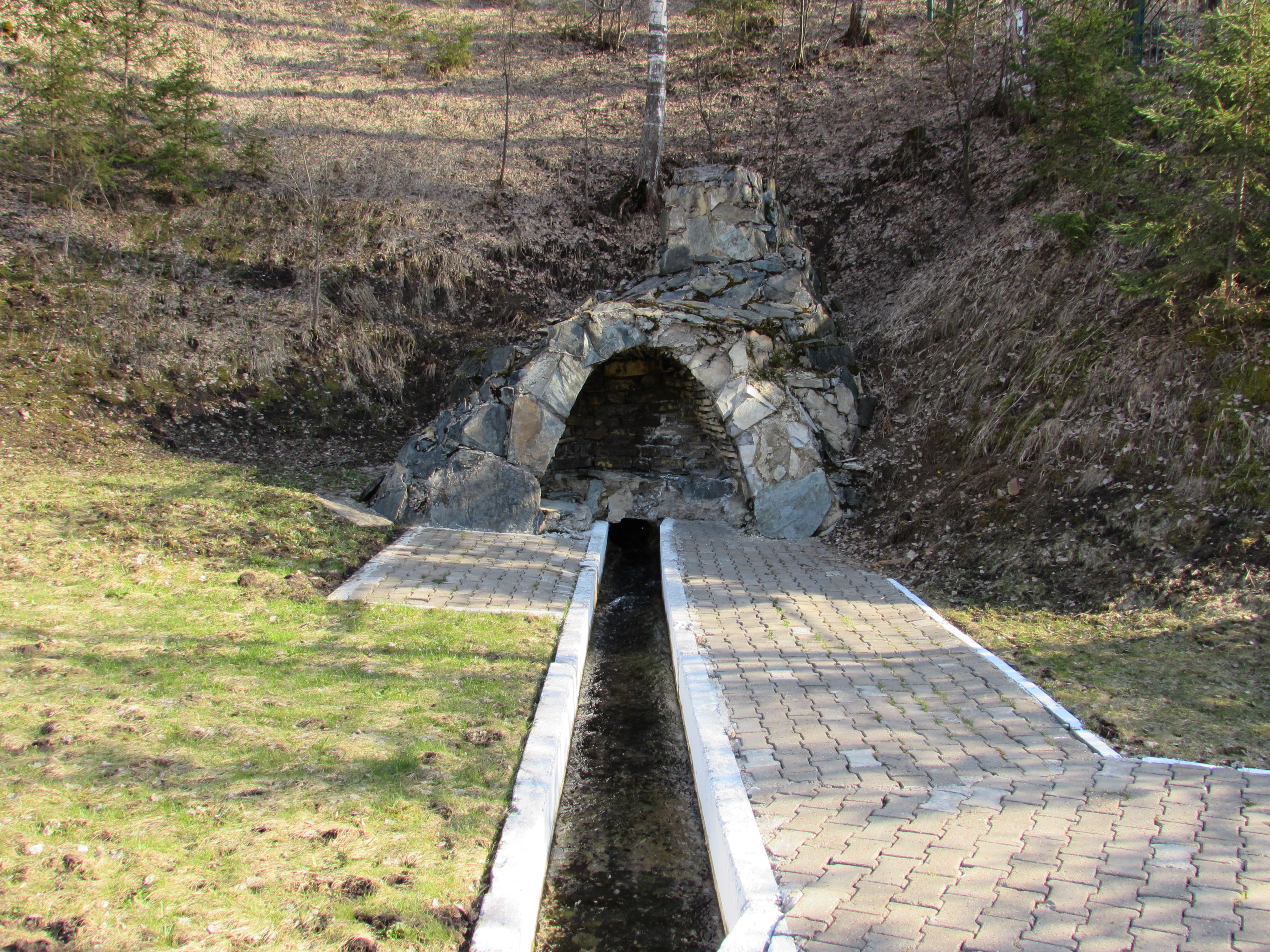
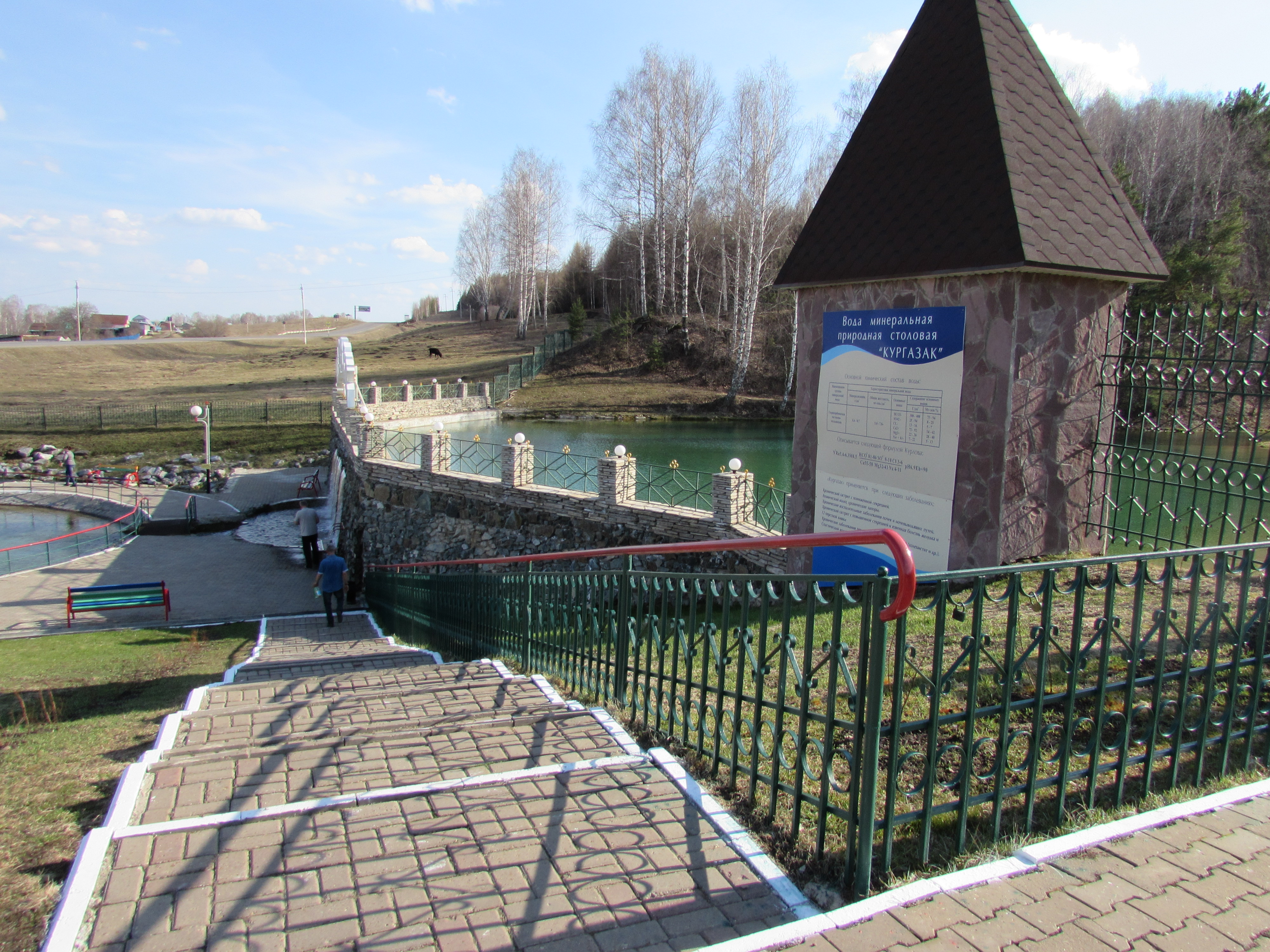
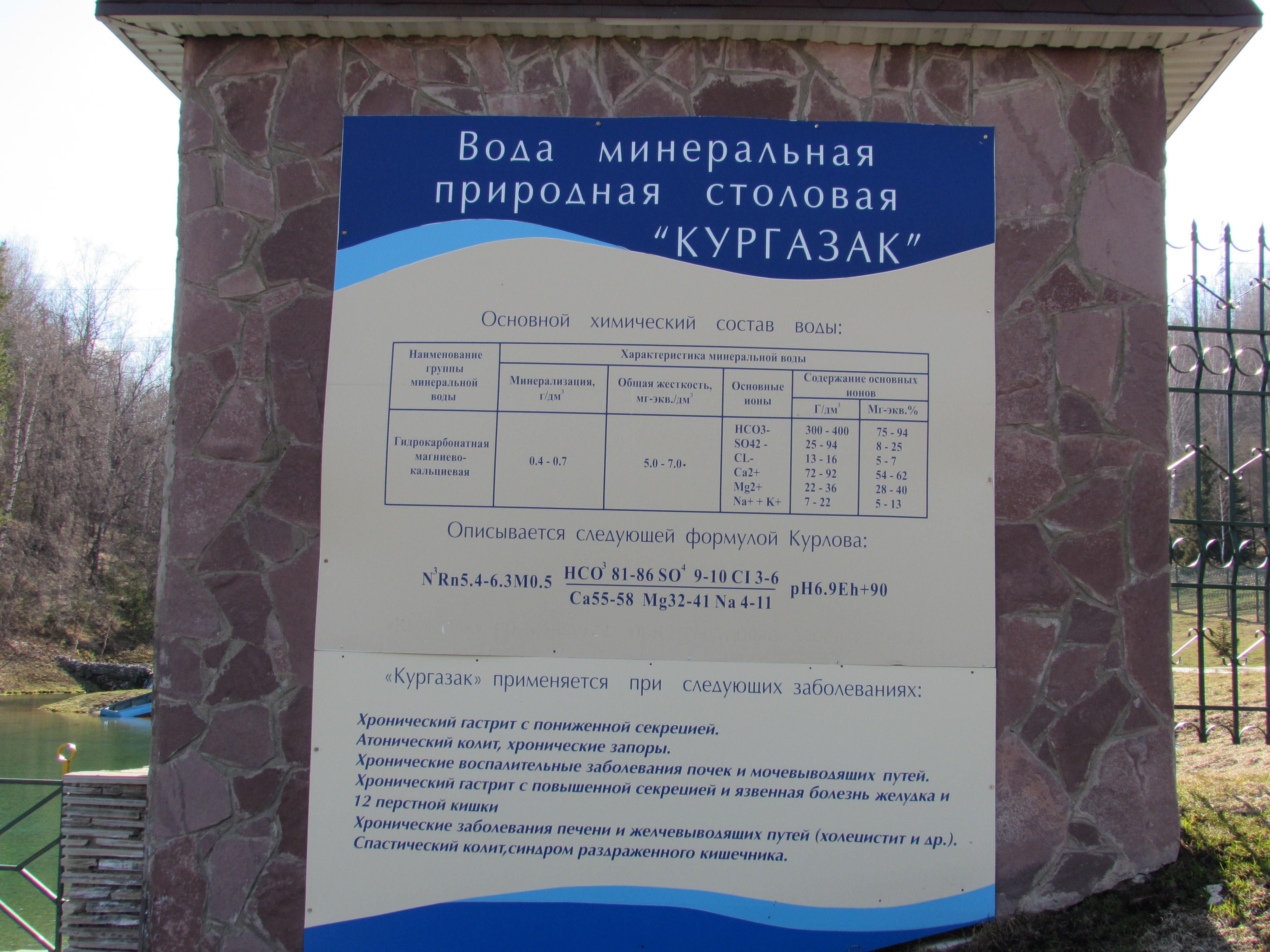
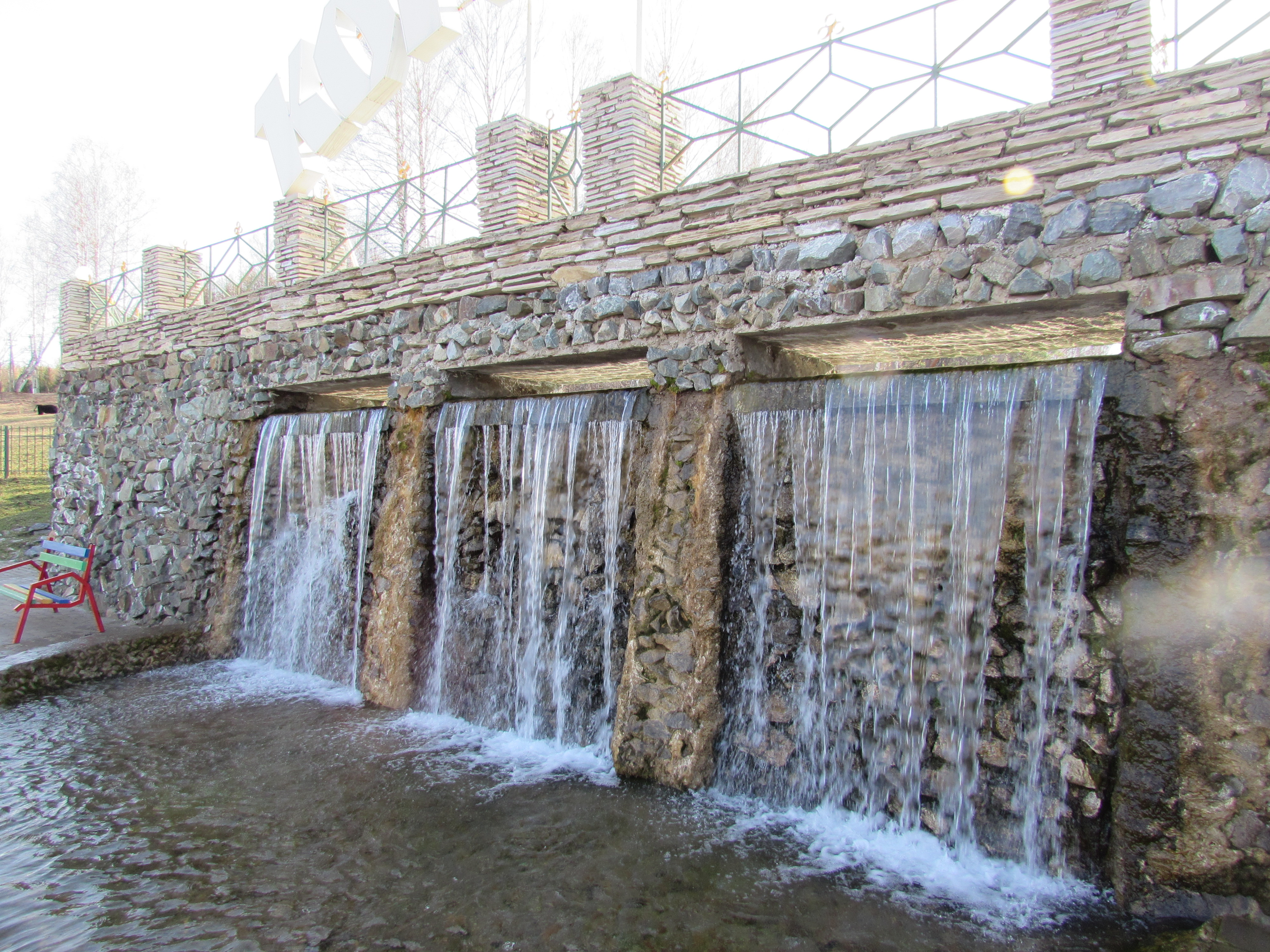
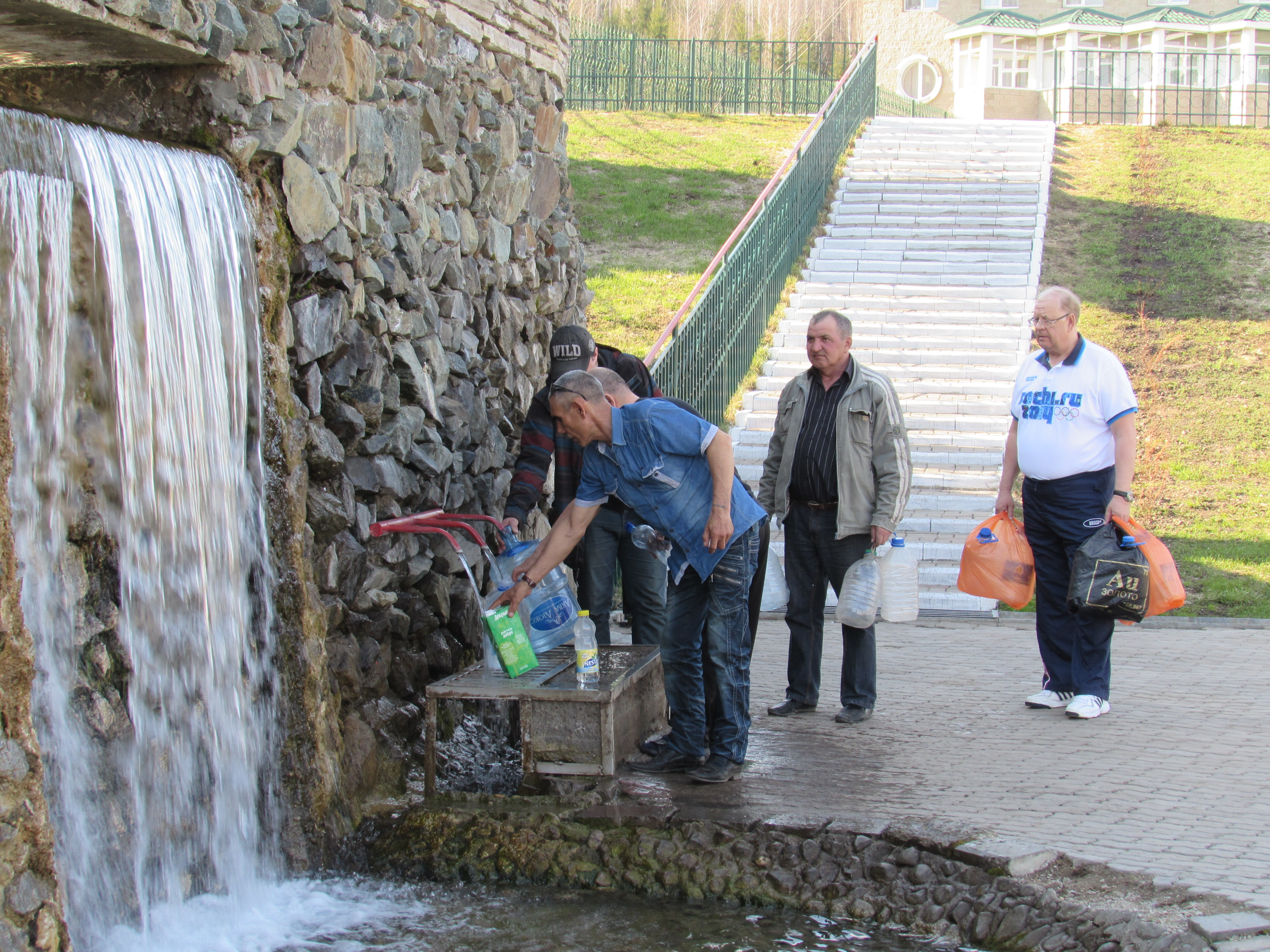
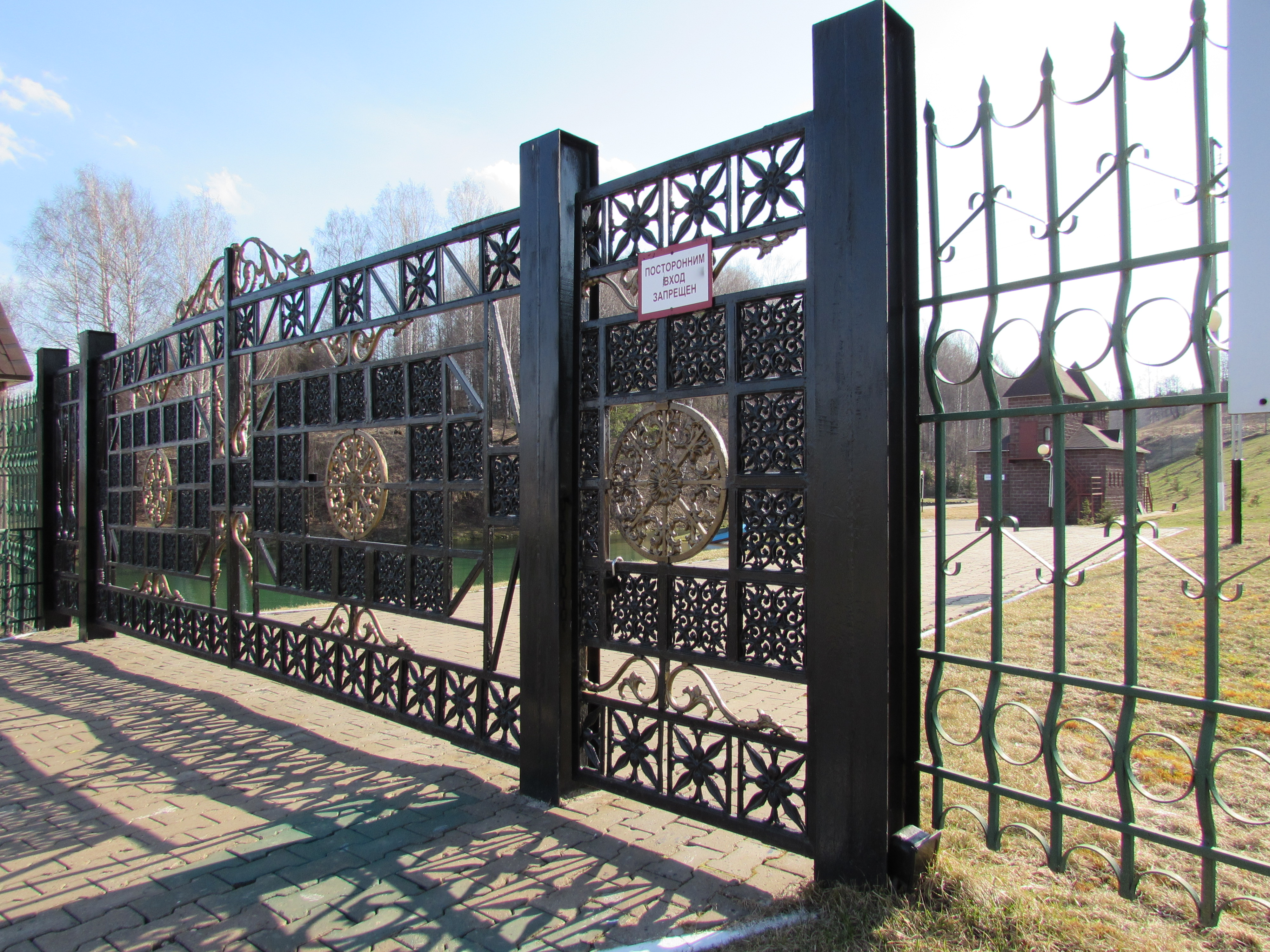
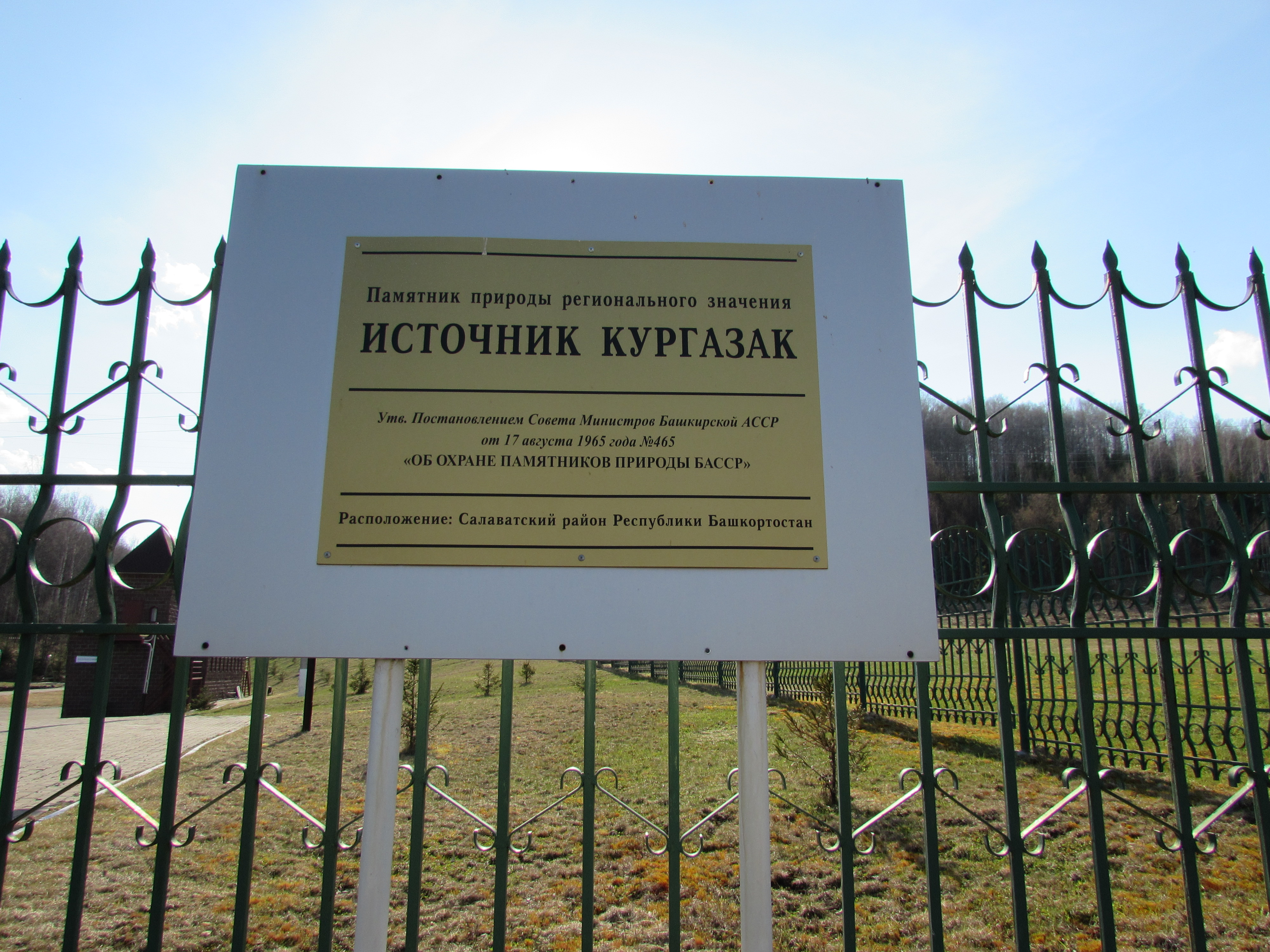
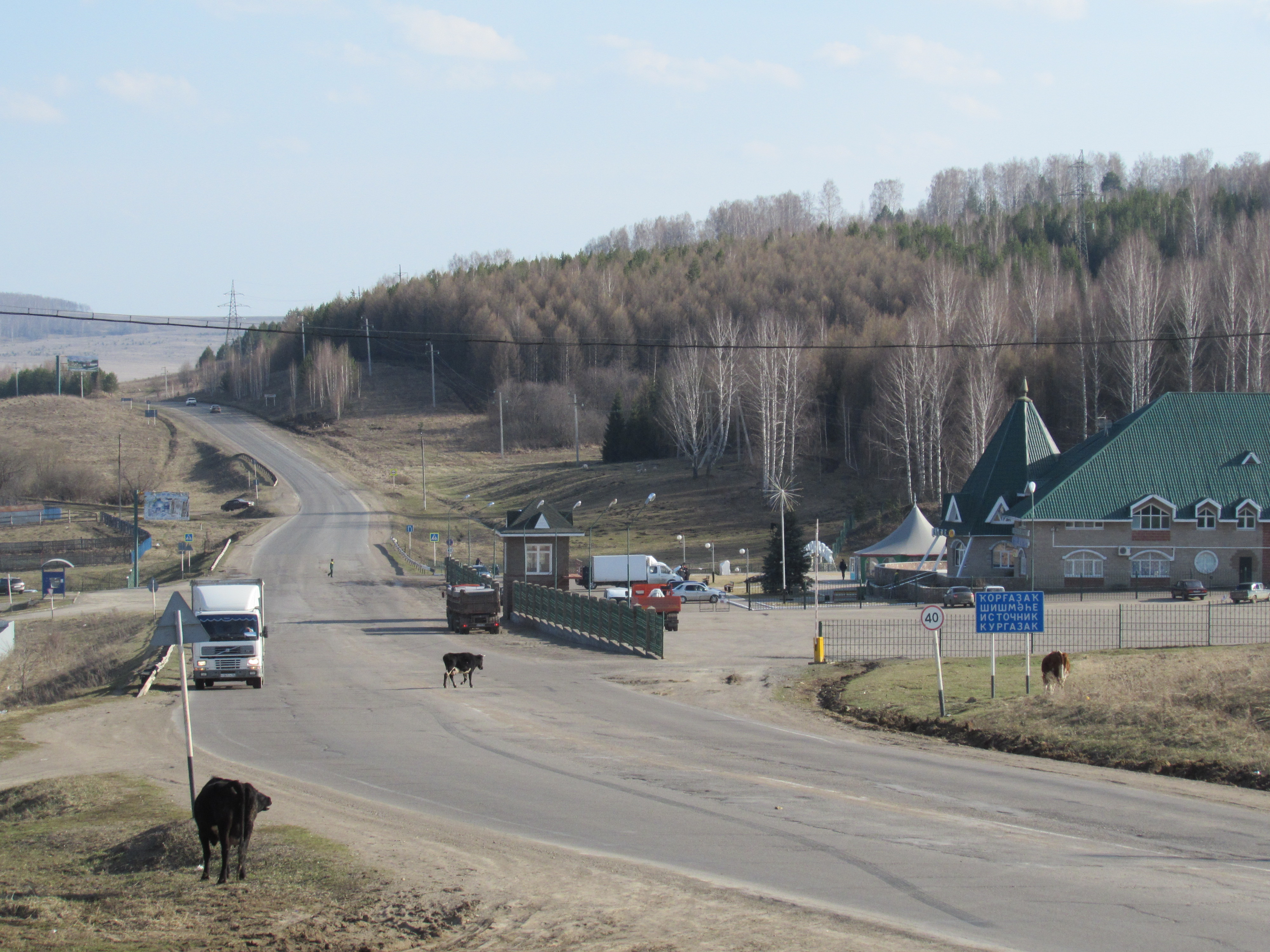
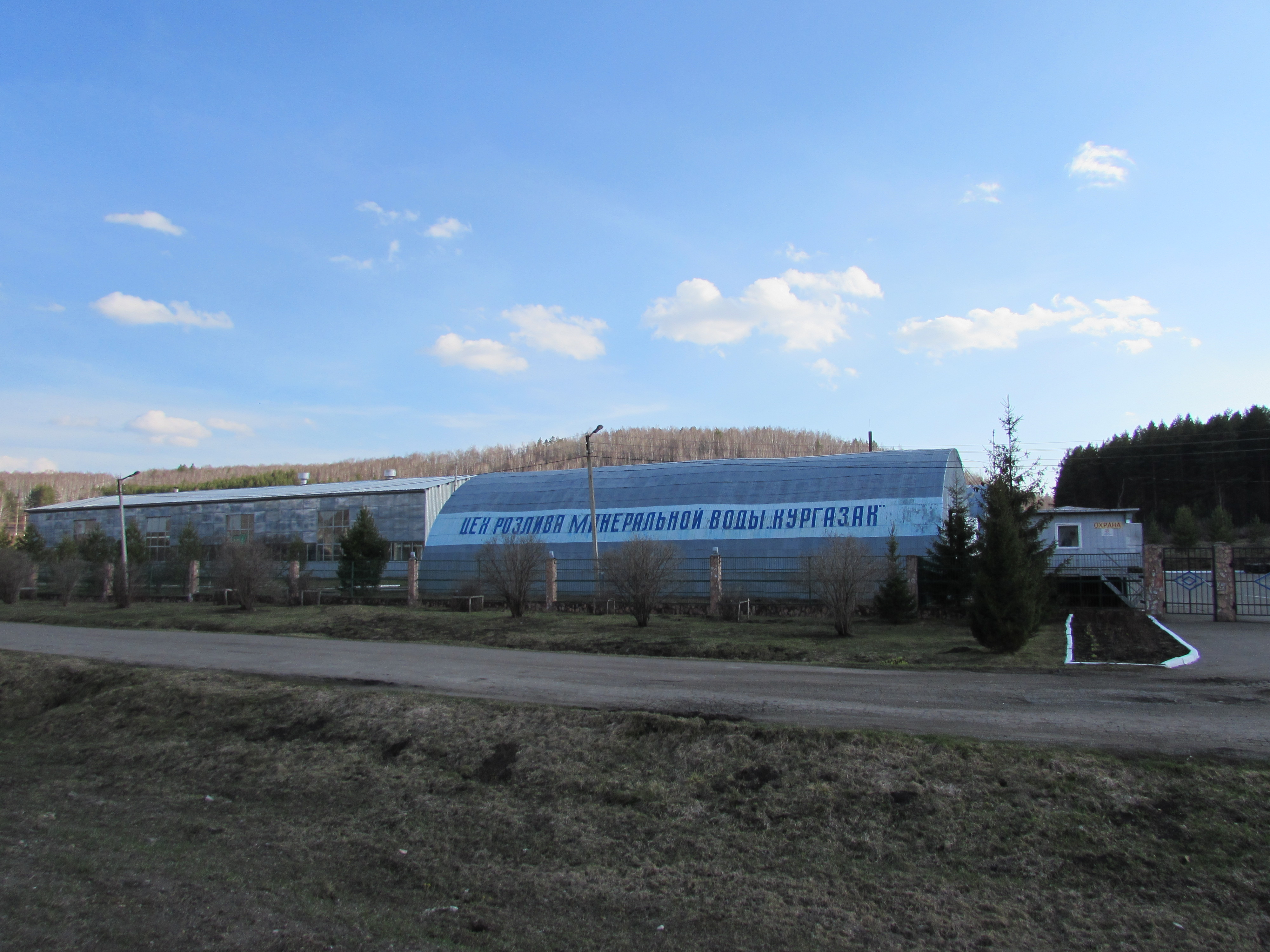